# Virgarina
Virgarina är ett släkte av fjärilar. Virgarina ingår i familjen juvelvingar.
Kladogram enligt Catalogue of Life:
| Virgarina | \| \| Virgarina capula \| \| \| \| \| \| Virgarina scopula \| \| \| \| \| \| Virgarina seankilia \| \| \| \| |
|           | \| \| Virgarina capula \| \| \| \| \| \| Virgarina scopula \| \| \| \| \| \| Virgarina seankilia \| \| \| \| |
|           | Virgarina capula                                                                                             |
|           | |
|           | Virgarina scopula                                                                                            |
|           | |
|           | Virgarina seankilia                                                                                          |
|           | |